# パサデナ (小惑星)
パサデナ (2200 Pasadena) は、小惑星帯にある小惑星。パロマー天文台のトム・ゲーレルスとライデン天文台のファン・ハウテン夫妻が発見した。
カリフォルニア工科大学やジェット推進研究所などがある、ロサンゼルス近郊のパサデナに因んで名付けられた。